# Kelisia guttulifera
Kelisia guttulifera är en insektsart som först beskrevs av Carl Ludwig Kirschbaum 1868.  Kelisia guttulifera ingår i släktet Kelisia och familjen sporrstritar. Inga underarter finns listade i Catalogue of Life.